# Dai Nippon fujinkai
Dai Nippon fujinkai (Greater Japan Women Association eller Great Japan Women's Association) var en kvinnoorganisation i Japan, grundad 1942. 

## Bakgrund och bildande
Föreningen skapades genom att tre kvinnoföreningar, Aikoku Fujinkai (Patriotic Women's Association, 1901-1942), Dai-Nippon Rengo Fujinkai (Greater Japan Alliance of Women's Associations, 1931-1942) och Dai-Nippon Kokubo Fujinkai (Greater Japan Women's Defence Association, 1932-1942), på Taisei Yokusankai-regeringens order gick samman och ombildades till en enda förening 2 februari 1942.
Föreningen skulle organisera kvinnor i krigsarbetet. Redan de tre föregående kvinnoföreningarna hade ägnat sig åt samma aktiviteter, men Dai Nippon fujinkai var annorlunda därför att medlemskap i denna förening inte var frivilligt utan obligatoriskt för alla gifta kvinnor över 20 år, vilket gjorde att medlemsantalet uppgick till omkring 20 miljoner kvinnor ur alla samhällsklasser.

## Verksamhet
Föreningens uppgifter var att höja soldaters moral, utöva en ekonomisk livsstil för att hushålla med landets resurser, höja produktionsnivån och stödja militären.
Den informerade kvinnor om regeringens linje, organiserade kvinnor i statliga kampanjer, så som att donera pengar och samla ihop pengar till kriget, och bidra med arbetsuppgifter till jordbruk och offentliga arbeten för att frigöra män för krigstjänst. 
De organiserade och deltog i föreläsningar om hushållning, jordbruk och liknande för att lära sig hålla regeringens order om att hushålla med samhällets resurser under kriget. 
De bidrog till stödjande aktiviteter för militären för att stärka deras moral för slutsegern, så som att vidarebefordra brev och paket till soldater, närvara vid soldaters avfärd för att vinka av dem, samla ihop pengar till soldater och ta hand om soldaters familjer. 
Från 1943 och framåt började kvinnor också aktivt mobiliseras för arbetstjänst, och snart bildades också Japanska Kvinnors Frivilliga Arbetskår för att arbeta specifikt med detta. 
Uppgiften att ta farväl av soldater upphörde på grund av att det ledde till vetskap om var soldaterna skulle positioneras, och eliminerades genom att trupperna började sändas av under nattetid. När Japan började frukta en amerikansk landstigning i slutet av kriget, började kvinnor också undervisas i att slåss med bambukäppar. 
Föreningen upphörde sommaren 1945 före Japans nederlag på grund av att dess organisation och effektivitet skadats av ständig inre splittring. 
Föreningen gav ut sin egen tidning, Nippon Fujin (1942-1945).